# Bajonettfattning

Låsprincipen för bajonettfattning.

Bajonettfattning även bajonettkoppling, bajonettsockel  eller bajonettlås, är en lätt löstagbar koppling mellan en hylsa och en cylindrisk kropp, där den senare, som är försedd med en eller två små tappar, skjutes in i den förra, varvid tapparna föras i motsvarande slitsar i hylsan. Slitsarna är L-formiga, varför, då tapparna nått botten i detta och en av delarna omvrids, delarna håll samman och vanligen hindras att gå isär genom att fjädertryck kvarhåller tapparna i små hak i inre ändan av slitsarna. Namnet kommer av att fattningen i äldre tid ofta användes för bajonetter.
Bajonettfattning används på vissa slangkopplingar, elektriska kontakter, ljuskällors socklar och utbytbara kameraobjektiv.
Bajonettfattning för lampor används på sockeln för flera typer av ljuskällor som till exempel glödlampor, halogenlampor, LED-lampor och lågenergilampor.  Gängan betecknas B Siffrorna i beteckningen avser diameter i mm. 
Bajonettsocklar Ba9, Ba15 och Ba22 är de vanligast förekommande. 
Ba-sockeln kan ibland förses med suffix s (single) eller d (double) för att indikera en resp två kontaktpunkter i botten på hållaren. Ba9s kan förekomma i två varianter: med bajonettens tappar antingen nära botten på sockeln (låg bajonett, vanligast) eller högre upp, alldeles intill glaset (hög bajonett, mindre vanligt). 

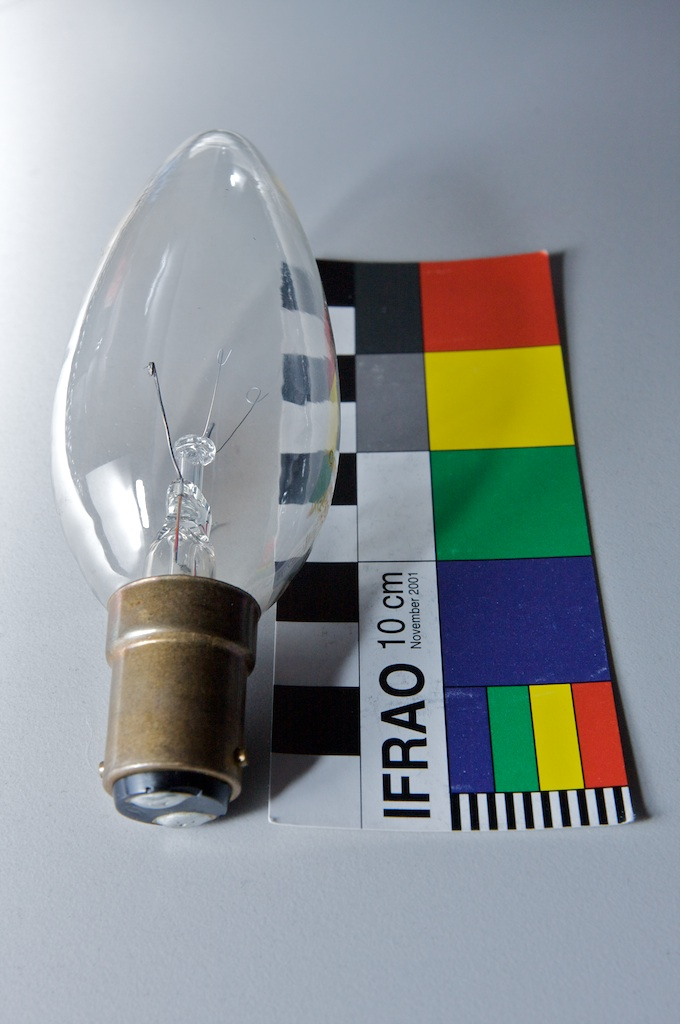
Glödlampa med Ba15.
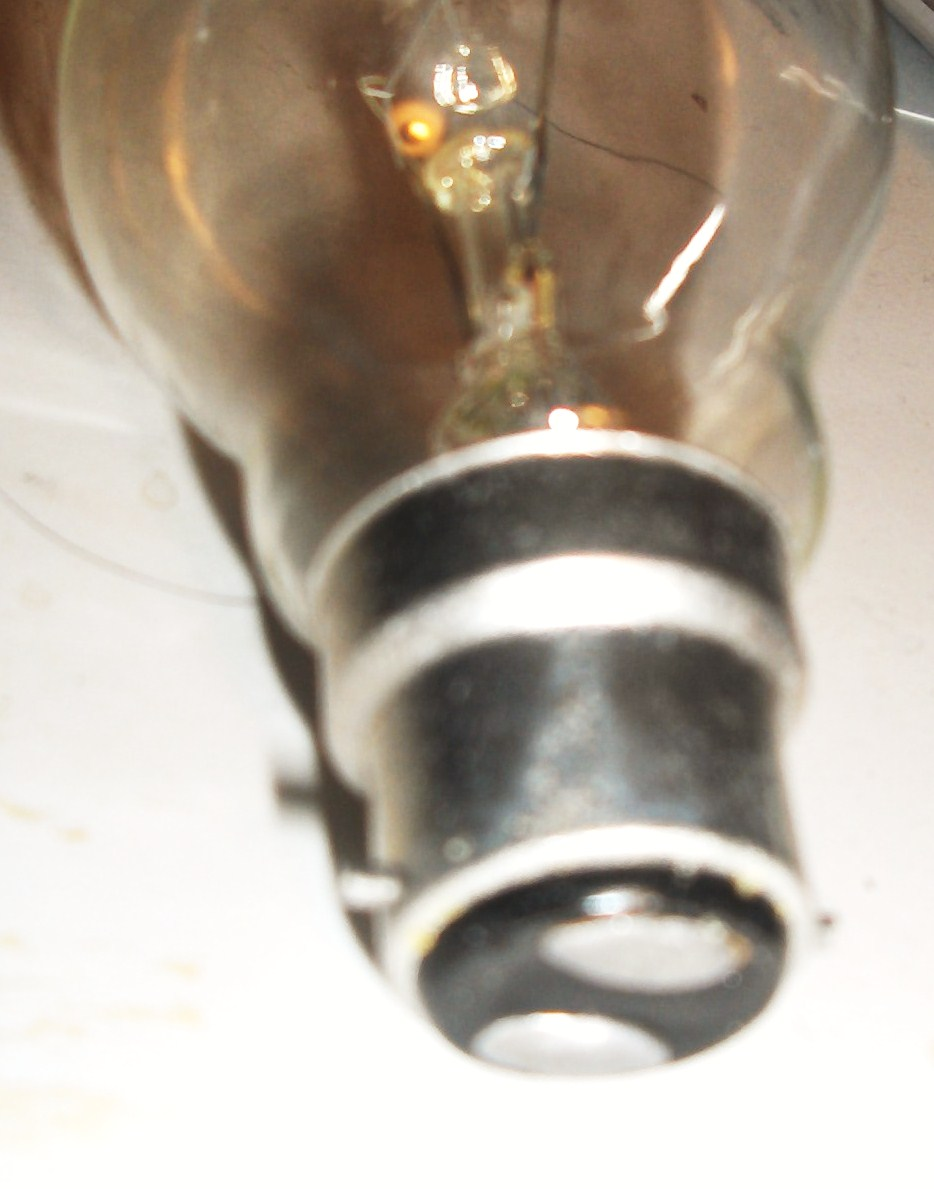
Glödlampa med Ba22.